# Billedkunstnernes Forbund
Billedkunstnernes Forbund (forkortet BKF) er en faglig organisation for danske billedkunstnere. Forbundet blev stiftet i 1969 ved en sammenlægning af de tidligere organisationer Malende Kunstneres Sammenslutning, Dansk Billedhuggersamfund og Grafisk Kunstnersamfund. Foruden malere, billedhuggere og grafikere optages nu også andre slags billedkunstnere, blandt andet fotografer og kunsthåndværkere.
Billedkunstnernes Forbund havde omkring 1200 medlemmer i 2006. Det var vokset til ca. 1700 medlemmer i 50-års jubilæumsåret 2019. BKF repræsenterer billedkunsterne i ophavsretslige, kulturpolitiske og faglige råd og nævn, blandt andre i Statens Kunstfond og Copydan Billeder (VISDA).
Billedkunstnernes Forbund er medlem af Dansk Kunstnerråd.

## Forpersoner gennem tiderne
Forbundet har haft følgende forpersoner:
- 1969-1971: Erik Bøttzauw
- 1971: Poul Eje
- 1971-1980: Ingen forperson i denne periode. BKF ledtes af skiftende tremandstrojkaer af  bestyrelsesmedlemmer.
- 1980-1982: Ole Vincent Larsen
- 1982-1987: Erik Mosegård Jensen
- 1988-1990: Lise Ring
- 1990-1992: Steffen Lüttge
- 1992-1993: Lise Ring
- 1993-1995: Jane Balsgaard
- 1995-1996: Poul Agger
- 1996: Jane Ring og Jo Møller
- 1997-2000: Jane Balsgaard
- 2000-2003: Morten Skriver
- 2003-2007: Cai Ulrich von Platen
- 2007-2010: Nanna Gro Henningsen
- 2010-2015: Bjarne Werner Sørensen
- 2015-2022: Nis Rømer
- Fra 2022: Marie Thams